# 카미자르

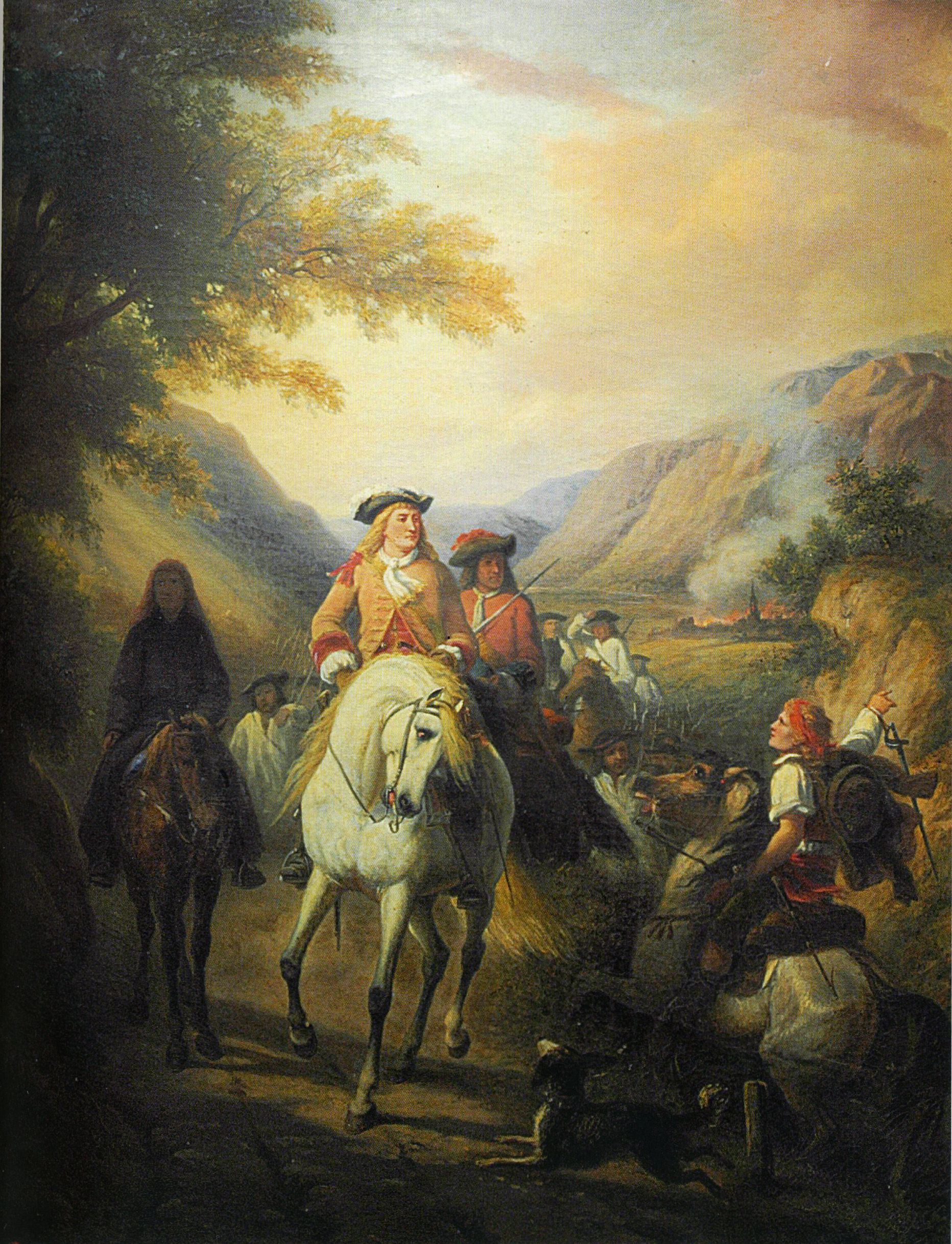
장 카발리에(Jean Cavalier)

카미자르(Camisard)는 프랑스 개신교도 즉 위그노 가운데 루이 14세의 가혹한 개신교 박해에 항거하여 세벤(Cévennes)을 중심으로 랑그독-루시용 지방에서 1702년에 소위 세벤 전쟁, 일명 카미자르 전쟁을 일으킨 개신교도를 지칭하는 말이다.
앙리 4세는 1598년 낭트 칙령을 공포함으로 프랑스 역사상 처음으로 종교적 평화와 국력의 큰 발전을 이루었다. 그러나 앙리 4세의 손자인 루이 14세는 1685년 낭트칙령을 무효화하는 퐁텐블로 칙령을 포고함으로써 개신교도의 신앙의 자유를 박탈하고 가혹하게 박해하였다. 루이 14세 치하에서 대다수의 목사들은 처형당하거나 도피해야 했으며 많은 개신교도들이 폭력과 강압에 의해 개종 당했다. 이런 상황에서 세벤 지방을 중심으로 성령의 감화를 받았다는 예언자들이 극심한 박해에 대항하여 무장 봉기할 것을 개신교도들에게 촉구하였다. 1702년에 이른바 세벤 전쟁이 발발하여 카미자르 부대와 카톨릭측 정부군과의 중요한 전투들이 벌어졌으며 개신교 군은 상당한 전과를 올렸다. 그러나 가혹한 박해가 계속되었고 군사력은 절대적 열세에 있었으므로 개신교 측 주요 지도자였던 장 카발리에(Jean Cavalier)는 1704년에 평화 협상을 통하여 자신과 신도의 안전을 보장받고 해외로 망명하였다. 이 협상에 반대한 카미자르 지도자들은 1705년까지 산발적 저항을 계속하였으나 일부 죽임을 당하거나 대다수 해외로 망명할 수 밖에 없었다. 해외로 망명한 지도자들은 1710년까지 외국의 후원과 카미자르 재규합을 통한 재봉기를 기획했지만 결국 모든 시도는 실패로 끝이 나고 말았다.